# 蜜谷浩弥
蜜谷 浩弥（みつたに ひろや、1978年6月24日 - ）は、フジテレビジョン編成制作局制作センター第2制作室主任中嶋優一班所属のチーフプロデューサー。元妻は平井理央。元義姉は平井真央。

## 経歴
石川県白山市（旧・尾口村）出身。慶應義塾大学卒業。2002年、同社入社。入社後はおもにバラエティ番組を担当。アシスタントディレクターとして担当した『笑う犬の冒険』で、コントに出演。その後は、主に吉田正樹の担当する番組スタッフとして番組制作に携わる。『お台場明石城』（2005年10月17日放送分）から若手ディレクターの一人「若武者」として出演。2016年6月28日、編成制作局バラエティー制作センターから制作局第2制作センターに改称。2019年7月1日、編成制作局制作センター第2制作室に改称し担当する番組全てチーフプロデューサーに昇進した。

## 担当番組

### 現在
レギュラー
- ジャンクSPORTS（チーフプロデューサー）[4]
- 芸能人が本気で考えた!ドッキリGP（企画・チーフプロデューサー）[5]
- タイムレスマン（企画・プロデュース）

スペシャル
- HEY!HEY!HEY! MUSIC CHAMP（総合演出）[3]
  - HEY!HEY!NEO（チーフプロデューサー）[6]
- 答えを聞いたらもう一度見たくなる! クイズ二度見（プロデューサー）
- ロケ芸人最強決定戦 外王（チーフプロデューサー）
- 東野・千鳥のうちのパパはお笑い芸人 家族で漫才（決定戦・GP）（企画・チーフプロデューサー）
- すこジャニ〜ルールだらけの旅〜（チーフプロデューサー）[7]

### 過去
レギュラー
- カワズ君の検索生活（演出）
- くるくるドカン〜新しい波を探して〜（演出）
- ネプリーグ（AD → ディレクター）
- 井の中のカワズ君（演出）
- お台場明石城（ディレクター）
- 登龍門F（ディレクター）
- 笑う犬の情熱（AD）[3]
- 爆笑レッドカーペット（ディレクター）
- 環境野郎Dチーム（演出）
- ショーパン（月曜担当ディレクター）
- アナ☆ログ（演出）
- 桑田佳祐の音楽寅さん 〜MUSIC TIGER〜（第2期、演出）[3]
- エチカの鏡〜ココロにキクTV〜（ディレクター）
- VS嵐（ディレクター）
- ヤマサキパン（ディレクター）
- ほこ×たて（ディレクター）
- 爆笑 大日本アカン警察（演出）[3]
- 教訓のススメ（総合演出）
- スポーツジャングル（プロデューサー）
- ミライ☆モンスター（プロデューサー）
- ダウンタウンなう（チーフプロデューサー）[8]

スペシャル
- 凄カードBATTLE→凄カードな夜（演出）
- FNSお笑い祭（プロデューサー）
- 珍発見!ギャップオファーGP（企画・プロデュース）
- 東野アタック（2017年10月22日、チーフプロデューサー）
- 菊池風磨の許せないTV（2022年3月19日、チーフプロデューサー）[9]

など。